# Liste der Bodendenkmale in Deutsch Evern
In der Liste der Bodendenkmale in Deutsch Evern sind alle Bodendenkmale der niedersächsischen Gemeinde Deutsch Evern aufgelistet. Die Quelle ist der Denkmalatlas Niedersachsen. Der Stand der Liste ist der 25. August 2024.

## Allgemein
In den Spalten finden sich folgende Informationen des Bodendenkmales :
- Lage        : geographische Koordinaten
- Bezeichnung : Bezeichnung lt. Denkmalatlas
- Beschreibung: Beschreibung lt. Denkmalatlas
- ID          : Objekt-ID
- Bild        : Bild, ggf. zusätzlich mit Link zu weiteren Fotos im Medienarchiv Wikimedia Commons.

## Deutsch Evern
| Lage                         | Bezeichnung                  | Beschreibung | ID       | Bild |
| ---------------------------- | ---------------------------- | --- | -------- | ---- |
| 53° 11′ 36″ N, 10° 27′ 27″ O | Deutsch Evern 61, Grabhügel  | Fast rund, Dm. 23 m und H. 2,15 m. Oberfläche unregelmäßig und nordnordöstl. der Mitte eine knietiefe Eingrabung (L. 2,5 m; Br. 1,7 m). Westl. der Mitte und auf westl. Böschung alte Fahrspuren. | 28935507 | BW   |
| 53° 11′ 37″ N, 10° 27′ 25″ O | Deutsch Evern 62, Grabhügel  | Rund, Dm. 15,5 m und H. 1,6 m. Oberfläche unregelmäßig: Kuppe zerwühlt; kleine Eingrabungen am O-Rand; alte Fahrspuren. | 28935508 | BW   |
| 53° 11′ 1″ N, 10° 27′ 18″ O  | Deutsch Evern 70, Grabhügel  | Oval, N-S orientiert. L. 20 m; Br. 17 m; H. 1,1 m. Oberfläche unregelmäßig. Im Bereich der Kuppe von W her abgetragen. Auf der Böschung einzelne kinderkopfgroße Granitsteine. | 28935511 | BW   |
| 53° 11′ 2″ N, 10° 27′ 19″ O  | Deutsch Evern 71, Grabhügel  | Im N von Waldweg geschnitten, daher heute langgestreckt, O-W orientiert. L. 17 m; Br. 14 m; H. 1,3 m. Rand abgesetzt. Oberfläche unregelmäßig. Kuppe nach WSW geneigt und in der Mitte eine Vertiefung. | 28935512 | BW   |
| 53° 10′ 49″ N, 10° 27′ 25″ O | Deutsch Evern 72, Grabhügel  | Fast rund, Dm. 16,5 m und H. 0,7 m. Kuppe abgeflacht und Rand läuft aus. Durch Tierbaue gestört. | 28935513 | BW   |
| 53° 10′ 43″ N, 10° 27′ 48″ O | Deutsch Evern 73, Wegespuren | Annähernd NW-SO verlaufend mit abgerundet trapezförmigem Profil. L. 40 m und Br. d. Krone bis zu 7 m. Br. d. Basis bis zu 7 m und H. bis zu 2 m. Nach NW kleiner und stößt an Weg an. SO-Ende vermutlich alt abgetragen. | 28935514 | BW   |
| 53° 10′ 21″ N, 10° 26′ 39″ O | Deutsch Evern 89, Wall       | Flacher, annähernd N-S verlaufend. Im S an der Böschungskante zur Dieksbeck-Niederung einsetzend, im N auslaufend. L. 60 m; durch Waldweg auf 11 m unterbrochen. Br. bis 7 m; H. bis 0,7 m. Profil abgerundet. Vermutlich Vorfeld-Befestigung zum Schutz des Übergangs über den Dieksbeck im Bereich des Bergsporns an der Dieksbeck-Mündung und damit im Zusammenhang mit der Neuen Lüneburger Landwehr aus dem Ende des 15. Jh. zu sehen. | 28935528 | BW   |
| 53° 10′ 20″ N, 10° 26′ 35″ O | Deutsch Evern 90, Brücke     | | 28935529 | BW   |
| 53° 10′ 31″ N, 10° 27′ 24″ O | Deutsch Evern 91, Damm       | Verläuft hier in NW-SO Richtung. Unterbrechung von 26 m Br. zum Durchlass für den Dieksbeck. Breite der Dammkrone bis 8 m; Basis-Br. bis 14 m; H. bis 2 m. Profil trapezförmig. | 32209964 | BW   |
| 53° 10′ 55″ N, 10° 27′ 58″ O | Deutsch Evern 92, Damm       | Annähernd NW-SO verlaufend mit abgerundet trapezförmigem Profil. L. 40 m und Br. d. Krone bis zu 7 m. Br. d. Basis bis zu 7 m und H. bis zu 2 m. Nach NW kleiner und stößt an Weg an. SO-Ende vermutlich alt abgetragen. | 28935531 | BW   |
| 53° 12′ 27″ N, 10° 25′ 18″ O | Deutsch Evern 99, Grabhügel  | Oval, Dm. O-W 16 m, N-S 14,5 m und H. 1,2 m. Rand deutlich abgesetzt. Alter Grenzgraben verläuft über den N-Rand (O-W verlaufend). Im Zentrum flache Mulden und Oberfläche z.T. abgeflacht. Rand im O unregelmäßig. | 28931967 | BW   |

### Deutsch Evern 1
ID:28935249; Im Siedlungsgebiet auf dem „Wandelfeld“ liegt ein ehemals ausgedehntes Grabhügelfeld, von dem noch drei Hügel vorhanden sind. Innerhalb des Grabhügelfeldes wurden Brandbestattungen sowie im Bereich der Grabhügel eine Siedlung festgestellt. Die Grabhügel gehören in das Neolithikum; in die Mittlere Bronzezeit; und in die Jüngere Bronzezeit/Frühe-Ältere Eisenzeit.

| Lage                         | Bezeichnung      | Beschreibung                                                                           | ID       | Bild |
| ---------------------------- | ---------------- | -------------------------------------------------------------------------------------- | -------- | ---- |
| 53° 11′ 33″ N, 10° 25′ 19″ O | Deutsch Evern 59 | Fast rund, Dm. 18 m und H. 1,6 m. Kuppe leicht nach NW abgeflacht und Rand abgesetzt.  | 28935504 | BW   |
| 53° 11′ 48″ N, 10° 25′ 34″ O | Deutsch Evern 84 | Fast runder Grabhügel, Dm. ca. 10 m und H. 0,6 m. Kuppe abgeflacht und Rand läuft aus. | 28935522 | BW   |
| 53° 11′ 48″ N, 10° 25′ 35″ O | Deutsch Evern 85 | Fast runder Grabhügel, Dm. 12 m und H. 0,7 m. In der Kuppe ist eine flache Mulde.      | 28935523 | BW   |

### Deutsch Evern 63
ID:28931885: Gruppe von drei sehr großen und fünf mittelgroßen Grabhügel. Die ursprünglich wohl runden Hügel haben infolge unterschiedlicher Beschädigungen z. T. ovale Form.

| Lage                         | Bezeichnung       | Beschreibung | ID       | Bild |
| ---------------------------- | ----------------- | --- | -------- | ---- |
| 53° 11′ 17″ N, 10° 26′ 22″ O | Deutsch Evern 63  | Fast rund, Dm. 21,5 m und H. 1,6 m. Rand abgesetzt und Oberfläche von flachen Pflanzfurchen überzogen. | 28935509 | BW   |
| 53° 11′ 16″ N, 10° 26′ 21″ O | Deutsch Evern 64  | Im W von Weg geschnitten. Heute von langgestreckter Form. Annähernd N-S orientiert, L. 21 m; Br. 16 m und H. 1,3 m. Rand abgesetzt und die Oberfläche von N-S verlaufenden Pflanzfurchen überzogen. | 28935510 | BW   |
| 53° 11′ 13″ N, 10° 26′ 36″ O | Deutsch Evern 65  | Heute leicht oval, O-W orientiert, L. 14 m, Br. 12,5 m und H. 0,65 m. Kuppe plateauartig und nach O leicht abgeflacht. | 28933744 | BW   |
| 53° 11′ 12″ N, 10° 26′ 35″ O | Deutsch Evern 66  | Annähernd rund, Dm. 13,5 – 14,5 m und H. von 0,8 m. Kuppe gewölbt und in NNW-SSO-Richtung Pflanzfurchen. | 28931877 | BW   |
| 53° 11′ 12″ N, 10° 26′ 37″ O | Deutsch Evern 67  | Annähernd rund, Dm. 16 – 17,5 m und H. 1,2 m. Kuppe abgeflacht und Rand deutlich abgesetzt. In der Hügelmitte eine Eingrabung (Dm. 2,5 m) und vom N-Rand her stört eine tiefe radiale Eingrabung. | 28931879 | BW   |
| 53° 11′ 9″ N, 10° 26′ 35″ O  | Deutsch Evern 68  | Annähernd rund, Dm. von 15 – 16 m und H. 0,8 m. Kuppe abgeflacht und Rand im W stark abgesetzt. Ansonsten läuft der Randaus. NNW-SSO orientierte Pflanzfurchen. | 28931881 | BW   |
| 53° 11′ 7″ N, 10° 26′ 36″ O  | Deutsch Evern 69  | Oval, N-S orientiert, L. 13 m; Br. 11,5 m; H. 0,8 m. Kuppe abgeflacht und der Rand läuft aus. Über die O-Hälfte NNW-SSO gerichtete Fahrspur (tiefe Spurrillen). | 28931883 | BW   |
| 53° 11′ 10″ N, 10° 26′ 30″ O | Deutsch Evern 101 | Oval, NNW-SSO-orientiert, L. 23 m; Br. 18 m und H. 1,1 m. Kuppe abgeflacht und Rand läuft aus. Durch eine Eingrabung (L. 4 m; Br. 2 m; T. 0,5 m) im NW-Teil gestört. NNW-SSO orientierte Pflanzfurchen. Über den O-Rand, die Mitte und über den W-Rand verlaufen insgesamt drei Schneisen mit Holzrückspuren. | 28933589 | BW   |